# Азаев, Хамид Хадидович
Хами́д Хади́дович Аза́ев (род. 5 марта 1948, Новопокровский район, Краснодарский край) — советский и российский артист театра и кино, артист Чеченского государственного драматического театра имени Х. Нурадилова. Заслуженный артист Российской Федерации (2020), Заслуженный артист Чечено-Ингушской АССР, Народный артист Чеченской Республики.

## Биография
Родился в депортации в селе Алексеевка Новопокровского района, Семипалатинской области Казахстана 5 марта 1948 года. В 1967 году окончил школу в селе Дышне-Ведено Чечено-Ингушской АССР. В 1973 году окончил ГИТИС. С момента окончания по настоящее время работает в Чеченском драматическом театре.
В 2010 году награждён медалью «За заслуги перед Чеченской Республикой».
Награждён в 2017 году орденом Кадырова.
В 2022 году награждён Почётным знаком «За трудовое отличие».

## Роли
- Уильям Шекспир, «Отелло» — Отелло;
- Александр Пушкин: «Маленькие трагедии», «Скупой рыцарь», «Моцарт и Сальери»;
- Мюзикл «Человек из Ла-Манчи» — Дон Кихот;
- Николай Гоголь, «Женитьба» — Подколёсин.

## Фильмография
- «Бабек» — Азрек (сподвижник Бабека);
- «Послезавтра, в полночь» — Насир;
- «Виктор».